# PV Cycle
PV Cycle is een Europese non-profitorganisatie met als doel het inzamelen en recyclen van zonnepanelen.
PV Cycle is in 2007 opgericht door enkele producenten van zonnepanelen. Zij betalen lidmaatschapsgelden aan PV Cycle, afhankelijk van het aantal geproduceerde zonnepanelen. PV Cycle neemt de inzameling, transport en recycling van zonnepanelen voor haar rekening. De organisatie is in 2010 gestart met het daadwerkelijk recyclen van panelen. Eind 2012 zijn er 249 bedrijven lid van PV Cycle, en heeft zij al 4.820 ton aan panelen opgehaald en gerecycled.
Er zijn 28 collectiepunten in België en 22 in Nederland.